# Amalie Arena
Amalie Arena je víceúčelová hala, která stojí v městě Tampa v státě Florida v USA. Je hlavním domovským stánkem týmu NHL Tampa Bay Lightning, který je hlavním nájemcem stadionu. 
Amalie Arena byla několikrát dějištěm finále Stanley Cupu. Prvním byl rok 2004, kdy domácí Lightning zvítězili nad Calgary Flames v čtyřech vítězných zápasech a vyhráli svůj první Stanley Cup. V dalším finále v roce 2015 proti Chicago Blackhawks, stadion byl dějištěm třech zápasů ze sedmi. Ve finále v roce 2021 byl stadion místem konání třech zápasů z pěti, Blesky z Tampa Bay porazili Montreal Canadiens na čtyři vítězné zápasy a vyhráli svůj třetí Stanley Cup.   Aréna ve finále v roce 2020 nebyla hostitelským stánkem z důvodu pandemie covidu-19. Finále se odehrávalo v edmontonském Rogers Place bez diváků. Amalie Arena byla též dvakrát dějištěm NHL All-Star Game, v roce 1999 a v roce 2018.

## Historie
Původní lokalita stadionu měla být v těsné blízkosti bývalého stadionu amerického fotbalu Tampa Stadium. Po finančních a legislativních obtížích byla vybrána současná lokalita. Výstavbu, která začala v roce 1994, financovalo město Tampa sumou 86 milionů dolarů a klub Tampa Bay Lightning sumou 53 milionů dolarů. Stadion byl otevřen v roce 1996 pod názvem Ice Palace. 
První událostí bylo vystoupení cirkusu Royal Hanneford Circus. První hokejový zápas byl proti New York Rangers, který místní vyhráli poměrem 5:2.

## Zajímavosti
V roce 2010 byl stadion ohodnocen jako čtvrtá nejnavštěvovanější aréna ve Spojených státech
Aréna byla v roce 2012 místem konání Republican National Convention, kongresem Republikánské strany, který se koná každé čtyři roky. 
3. září 2014 majitel klubu Jeff Vinik oznámil, že práva pojmenování arény byla prodána ropné a energetické společnosti Amalie Oil Company a stadion bude pojmenován podle nového sponzora klubu. Stadion se nachází v samotném centru Tampy, Channelside Districtu.

## Galerie

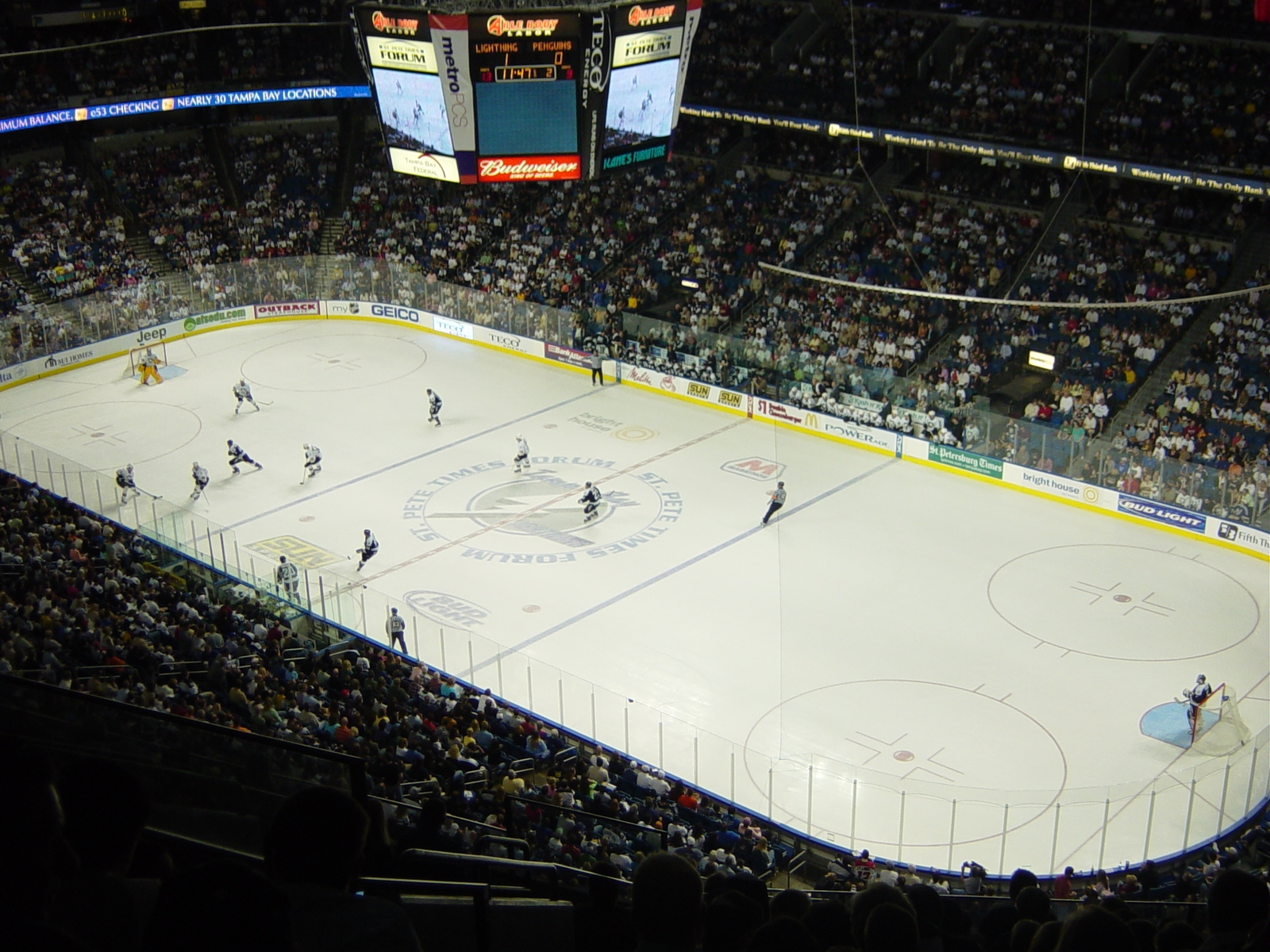
Hokejový zápas v roce 2007
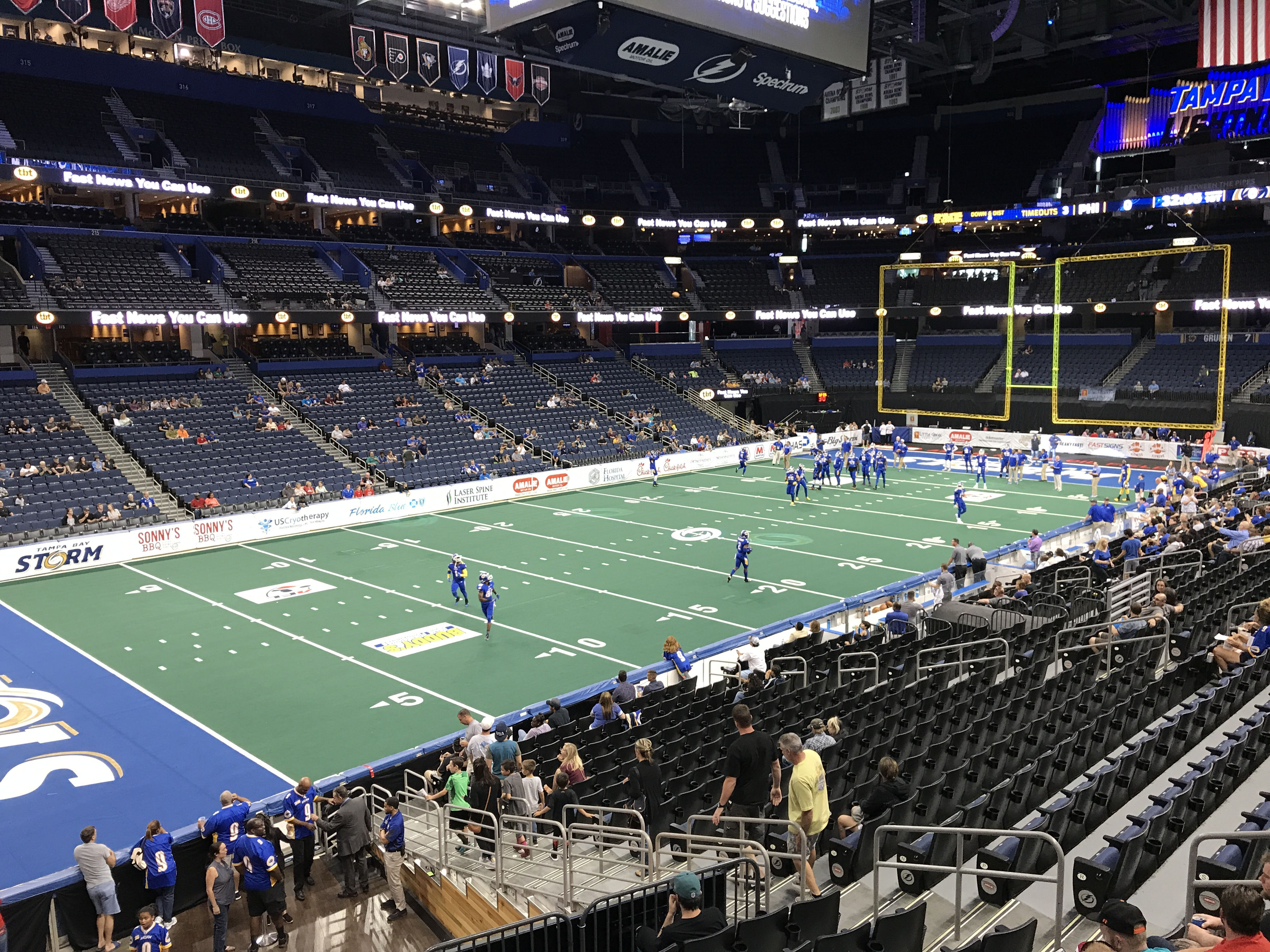
Halový fotbal 2017
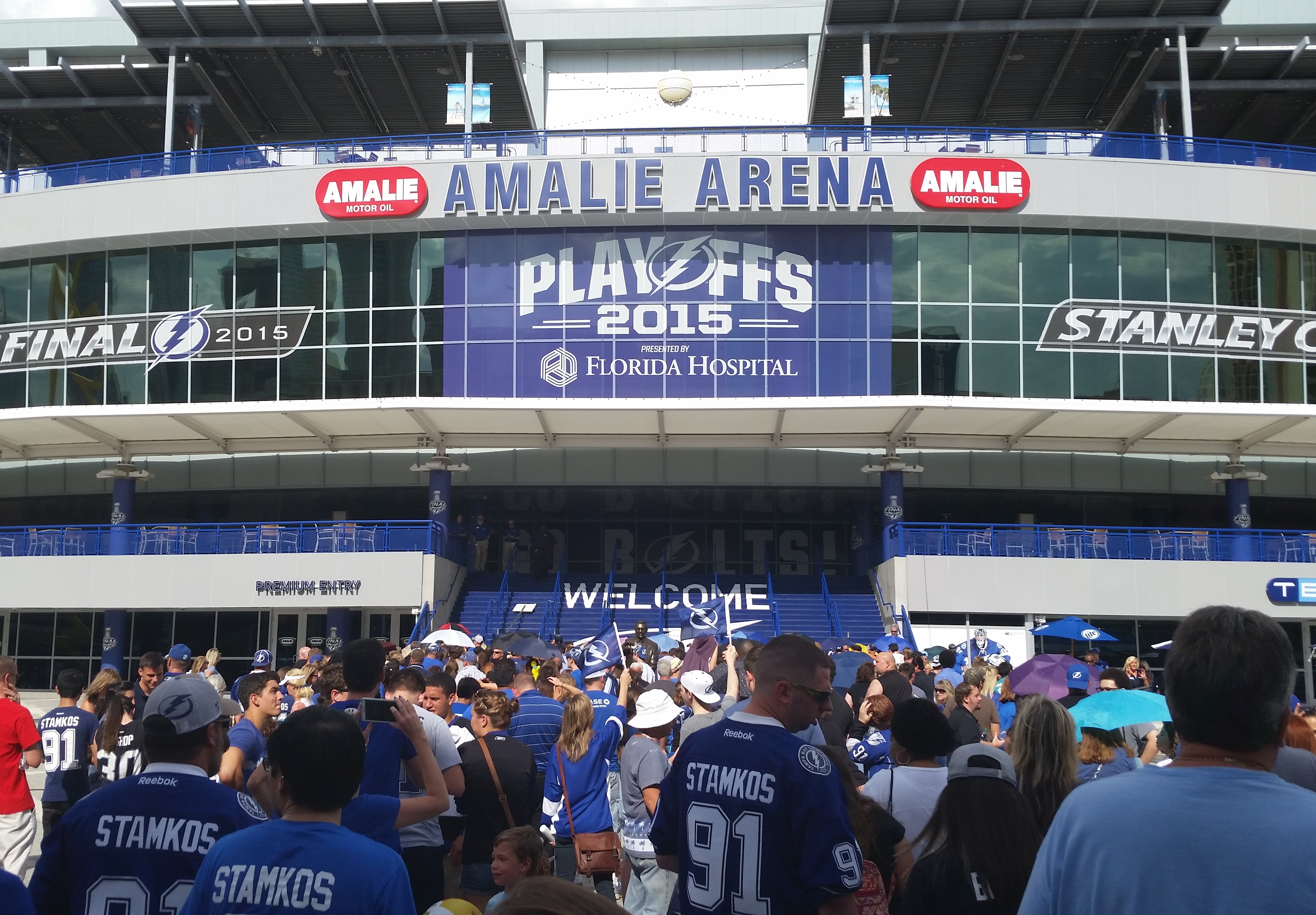
Finále Stanley Cupu 2015